# Max Schmidt (SS-Mitglied)
Max Schmidt (* 11. April 1920 in Steinfeld; † 2002) war ein deutscher SS-Oberscharführer im KZ Auschwitz, der den Todesmarsch von Häftlingen aus dem KZ Fürstengrube leitete.

## Leben
Schmidt war der Sohn eines Landwirts aus Sarau, wo er aufwuchs. Er trat zum 30. September 1939 der Waffen-SS bei und war Mitglied der Leibstandarte SS Adolf Hitler. Im August 1941 wurde er in das KZ Auschwitz versetzt und war dort später Ausbilder beim Wachbataillon. Zum 1. Februar 1944 wurde er zum Oberscharführer befördert. Im April 1944 folgte er Otto Moll als letzter Lagerführer des KZ Fürstengrube, einem Außenlager des KZ Auschwitz, nach. Schmidt wurde am 19. Juli 1944 für die Verhinderung einer Flucht von KZ-Häftlingen in einem Kommandanturbefehl belobigt.
Im Zuge der „Evakuierung des KZ Auschwitz“ leitete Schmidt ab dem 19. Januar 1945 den Todesmarsch von Häftlingen aus dem KZ Fürstengrube. Zunächst mussten die Häftlinge nach Gleiwitz marschieren und wurden von dort in Bahnwaggons über Wien sowie Mauthausen in das KZ Mittelbau transportiert. Viele Häftlinge überlebten aufgrund des starken Frostes den Transport nicht. Die Überlebenden wurden in das KZ-Außenlager Blankenburg-Regenstein verlegt, wo sie Zwangsarbeit leisten mussten. Kurz vor der Befreiung des KZ Mittelbau sammelte Lagerführer Schmidt etwa 200 bis 400 Überlebende des Lagers Fürstengrube und ließ die Häftlinge bis Magdeburg treiben, wo sich eine Häftlingskolonne aus dem Außenlager Blankenburg-Oesig des KZ Mittelbau unter Leitung von Johann Mirbeth anschloss. Mit einem Elbkahn wurden die Häftlinge nach Lübeck verbracht. Von dort wurden die Häftlinge in die Nähe von Ahrensbök getrieben, wo sie Mitte April 1945 ankamen. Während des Todesmarsches wurden viele Häftlinge erschossen. Die Überlebenden wurden teils in Scheunen bzw. einige ihm verbundene Häftlinge auf dem Gut von Schmidts Vater untergebracht. Ende April 1945 brachte Schmidt 48 Häftlinge aus westlichen Staaten mit einem LKW nach Lübeck, wo sie durch das Schwedische Rote Kreuz nach Schweden ausgeschifft wurden. Der Großteil der Häftlinge wurde auf das Schiff Cap Arcona verbracht, das am 3. Mai 1945 irrtümlich nach Angriffen der Royal Air Force versenkt wurde.
Bei Kriegsende versteckte sich Schmidt mit Hilfe ihm verbundener jüdischer Häftlinge in Sarau. Danach tauchte er unter und nutzte das Pseudonym Max Hinz. Eigenen Angaben zufolge befand er sich danach unerkannt in Kriegsgefangenschaft und war nach seiner Entlassung als Max Hinz bei einem Bauern und anschließend als Bergmann im Ruhrgebiet tätig. Schließlich zog er wieder an seinen Heimatort und wurde als Landwirt tätig. Durch das Landgericht Kiel wurde 1964 ein Ermittlungsverfahren gegen ihn durchgeführt und 1973 wegen Verjährung eingestellt. Ein weiteres von der Staatsanwaltschaft Kiel 1989 eingeleitetes Ermittlungsverfahren wurde kurz darauf ebenfalls eingestellt.
Der Bremer Hochschullehrer Jörg Wollenberg, der als Kind Überlebenden des Todesmarsches in Neuglasau begegnete, interviewte Schmidt ab März 1995 mehrmals: „Er erzählte mir, er sei 1944 als kriegsversehrter SS-Mann, der nicht mehr "fronttauglich" war, nach Fürstengrube gekommen und habe dort ein Kommando übernommen, dem er sich – wie er bald feststellen musste – nicht gewachsen fühlte. Auf meine Frage, weshalb er dann noch im Frühjahr 1945 entkräftete, erschöpfte, todkranke Häftlinge durch Holstein getrieben habe, antwortete Schmidt, das sei nötig gewesen, "um Schlimmeres zu verhüten". Tatsächlich gab es nach dem Krieg einige Häftlinge, die zu seinen Gunsten aussagten“.
In der auf Initiative der Gruppe 33 eingerichteten Gedenkstätte Ahrensbök befindet sich neben Informationen zum KZ Ahrensbök auch seit 2001 eine Dauerausstellung zum Todesmarsch aus Fürstengrube. Schmidt lebte zu diesem Zeitpunkt als ehrbarer Bürger an seinem Heimatort.